# افسانه ملک
افسانه ملک با نام اصلی شهناز کیکاووسی (زاده آذر ماه سال ۱۳۲۱ - تهران)، از خوانندگان وزارت فرهنگ و هنر است.

## زندگی
افسانه ملک در آذر ماه سال ۱۳۲۱ در تهران به دنیا آمد. او از کودکی وارد هنر شد و ۱۷ ساله بود که در هنرستان موسیقی زیر نظر استاد دوامی، محمد علی امیر جاهد و محمود کریمی ردیف‌ها را آموخت. بعد از آن جا (حدوداً در سال ۱۳۳۹) به وزارت «فرهنگ و هنر» معرفی شد و اولین برنامه خود را به صورت زنده در تلویزیون اجرا کرد.
افسانه خواننده اول همه ارکستر‌ها بود که با اکثر خواننده‌ها در وزارت فرهنگ و هنر همکاری می‌کرد و در ابتدا با ارکستر فرامرز پایور، سپس با عماد رام، محمد حیدری، رحمت‌الله بدیعی، و آقای پور تراب در آن جا همکاری داشته‌است.

## قبل از انقلاب
افسانه ملک قبل از انقلاب سال ۵۷ در حدود ۴۰۰ اجرا در کارنامه هنری خود دارد که به‌طور کامل موجود نیست، زیرا آن موقع در وزارت فرهنگ و هنر اصلاً اجازه داده نمی‌شد از خوانندگان این وزارت صفحه و کاست ضبط کنند. این شرایط حتی برای خوانندگان مرد هم اینگونه بود و خلاصه آن‌ها در یک محیط کاملاً بسته فعالیت می‌کردند و فقط برنامه‌های اداره را اجرا می‌کردند که بعد از آن که تالار رودکی ساخته شد، به صورت ماهیانه اجراهایی در آن جا هم داشته‌اند.
افسانه در تالار رودکی بیشتر با ارکستر فرامرز پایور، سیمین آقارضی و افلیا پرتو همکاری داشته‌است.

## ازدواج
افسانه ملک در سال ۱۳۵۶ با  مهرداد علاقمند ازدواج کرد که حاصل این ازدواج دو دختر بود.

## بعد از انقلاب
دربعد از انقلاب شرایط فعالیت برای افسانه مهیا نبود ولی سال‌ها موسیقی تدریس کرد و بیشتر در این زمینه فعال بود اما بعد از سی و خورده‌ای سال به او اجازه داده شد برای خانم‌ها برنامه اجرا کند. تنها دو بار، با پیشنهاد خانم افلیا پرتو و با ارکستر ایشان برای بانوان در فرهنگسرای نیاوران برنامهٔ زنده داشته‌است که با استقبال خوبی مواجه شد.
آخرین اجرای او در فرهنگسرای نیاوران در مهرماه نود و شش بود که در روز اول تمامی بلیط‌هایش بفروش رفتند. وی در این کنسرت چهار تصنیف جدید اجرا کرد که همگی از ساخته‌های محمد حیدری بودند